# Венедиктов, Алексей Алексеевич
Алексе́й Алексе́евич Венеди́ктов (род. 18 декабря 1955, Москва) — российский историк, педагог, журналист, радио- и телеведущий, редактор, медиаменеджер и общественный деятель.
Свою карьеру Венедиктов начал как школьный учитель истории, но в конце 1980-х годов перешёл в журналистику. В 1990 году пришёл на радиостанцию «Эхо Москвы» в качестве корреспондента. С 1998 по 2022 год был главным редактором радиостанции. Под его руководством «Эхо Москвы» стала одной из самых влиятельных и популярных радиостанций в России. С октября 2015 года — владелец исторического журнала «Дилетант».
Венедиктов входил в состав различных общественных советов и комитетов, связанных с вопросами свободы слова и прав человека. С 2019 года Алексей Венедиктов активно участвовал в развитии электронного голосования в России.
После закрытия «Эха Москвы» в 2022 году продолжил свою деятельность в СМИ. С марта 2022 года выпускает программы на YouTube-канале «Живой гвоздь».

## Биография
Родился 18 декабря 1955 года в Москве. Его детство и юность прошли в районе Покровских ворот.
После школы поступил на вечернее отделение исторического факультета МГПИ, одновременно с этим работал почтальоном. После окончания института в 1978 году в течение 20 лет работал школьным учителем, 19 из которых преподавал историю в средней общеобразовательной школе № 875 города Москвы. Также преподавал в конце 1970-х в средней школе № 177.
На радиостанции «Эхо Москвы» работает с августа 1990 года. Начинал с должности газетного обозревателя и корреспондента (в частности, был в Белом доме во время противостояния президента Бориса Ельцина и Верховного Совета), затем стал политическим обозревателем, возглавил информационную службу и, наконец, в феврале 1998 года был избран на пост главного редактора радиостанции.
В начале своей карьеры Венедиктов также отвечал за проверку телефона радиостанции и принятие звонков. Об этой работе он рассказывал следующее:
На первом этапе телефон не был заведён в пульт. Нужно было смотреть, есть звонок или нет. Поэтому когда я по-дружески пришёл к ним закусить и выпить, они сказали: «У нас сейчас эфир. Вот ты сядь под столом, снимай трубку и проверяй. Если есть звонок, показываешь вот так два пальца и мы выводим телефон в эфир». Вот моя первая работа на «Эхе» — это сидение под столом и снимание трубки.
В 2001 году Владимир Путин, разъясняя Венедиктову, кто он в его глазах, сказал: «Враги прямо перед тобой, ты с ними воюешь, потом заключаешь перемирие, и всё ясно. Предателя нужно уничтожить, раздавить. Знаете, Алексей, вы не предатель. Вы враг». Несмотря на непростые отношения, сложившиеся между ним и главным редактором «Эха» в период войны на Кавказе, Путин сказал несколько тёплых слов в адрес журналиста и возглавляемой им радиостанции.
С 2002 года — президент телекомпании «Эхо-ТВ».
По состоянию на 2004 год владел 18 % акций ЗАО «Эхо Москвы».
В сентябре 2006 года попробовал себя в качестве ведущего программы телеканала «Домашний» «В круге света».

В августе 2008 года Путин вызвал 35 руководителей СМИ (в том числе Венедиктова) в свою резиденцию в Сочи и сделал последнему строгий выговор. Путину не понравилось то, как радиостанция «Эхо Москвы» освещала войну в Грузии. Путин достал стопку стенограмм передач «Эхо Москвы», на которых были основаны его претензии, и заявил: «Вам придётся за это отвечать, Алексей Алексеевич!». Венедиктов пообещал частично учесть замечания Путина в своей работе. Венедиктов также сказал, что не согласен с некоторыми из жалоб Путина.
В ноябре 2014 года в интервью журналисту Илье Азару Венедиктов заявил следующее: «Я знаю только, что трижды Владимир Владимирович — последний раз в январе 2012 года — не дал закрыть „Эхо“ или уволить меня. В декабре 2011 года Медведев объявил мне увольнение, а через две недели после этого Путин предложил мне стать своим доверенным лицом». Венедиктов отказался быть доверенным лицом Путина и Жириновского.
С октября 2015 года владелец журнала на исторические темы «Дилетант».
30 июля 2018 года в своем Telegram-канале заявил о выходе из совета директоров «Эха Москвы». Место Венедиктова заняла его заместитель, Екатерина Годлина.
5 марта 2022 года решением совета директоров Венедиктов уволен с поста главного редактора станции. Радиостанция прекратила своё существование. После закрытия «Эха Москвы» редакция радиостанции (в том числе Венедиктов) стала выпускать передачи на YouTube-канале «Живой гвоздь». 24 марта того же года Венедиктову подбросили свиную голову под дверь с гербом Украины и антисемитской надписью.
22 апреля 2022 года Минюст России внёс Венедиктова в список СМИ — «иностранных агентов». Данное решение Венедиктов оспорил в суде. 15 февраля 2023 года суд признал законным включение экс-главреда «Эха Москвы» в реестр иноагентов.
По состоянию на 2025 год — неработающий пенсионер.

### Особенности профессиональной деятельности
Как отмечает кандидат филологических наук А. В. Болотнов в своем исследовании «Регулятивные средства и структуры как отражение коммуникативного стиля языковой личности», «А. А. Венедиктов динамичен в своих рассуждениях, всегда убедителен благодаря доказательности своей позиции, профессионализму и стремлению к документальности и фактографичности». Для него характерно использование широкого спектра средств речевого воздействия, адресованных к слушателям, среди которых А. В. Болотов выделяет применение разнообразных метафор, использование разговорной и просторечной лексики, фразеологизмов и фразеологии, а также окказионализмов. Применение им в ходе интервью различных тактик общения помогает сформировать в разговоре доверительную тональность. В другой своей работе, посвященной стриму как медиажанру, А. В. Болотов отмечает, что Алексей Венедиктов переходит к жанру стрима в процессе живого журналистского общения с теми, кто подключается к обмену сообщениями в его чате на платформе YouTube. Это позволяет ему придавать медиакоммуникации «свободный спонтанный характер с использованием разговорных конструкций и лексики разной стилистической маркированности».
Исследователь Е. В. Быкова подчеркивала, что Венедиктов «демонстрирует корпоративную лояльность, поскольку „Эхо Москвы“ является частью медиахолдинга, контролируемого государством».
В работе, посвященной управлению радиостанцией «Эхо Москвы», исследователь О. И. Молчанова делает вывод, что «Алексея Венедиктова можно назвать эффективным менеджером». Она утверждает, что «кипучая энергия в сочетании с холодным умом сделали Венедиктова заметной фигурой российской журналистики», а из-за дипломатических качеств Венедиктова как руководителя, радиостанции «Эхо Москвы» удавалось сохранять своё либеральное лицо.
В своем интервью в ответ на критику заявил, что «Журналистика — профессия безответственная, я на этом стою и это утверждаю».

## Общественная деятельность
До 2016 года был членом Общественного совета при Министерстве образования и науки Российской Федерации.
Член Общественного совета при Министерстве обороны Российской Федерации (до 2019 года).
С 2016 года — член Общественной палаты Москвы, заместитель председателя Общественной палаты, председатель комиссии по развитию гражданского общества и общественному контролю Общественной палаты Москвы. С 2016 года — председатель Общественного штаба Москвы по наблюдению за выборами.
С 2019 года был инициатором и сторонником электронного голосования в России, для продвижения которого использовал эфиры собственной радиостанции. На выборах 2021 года возглавлял общественный штаб по наблюдению за выборами в Москве. В 2021 году наибольшую критику вызвало применение электронного голосования на выборах в Государственную думу VIII созыва, электоральные исследователи отметили ряд нарушений и возможных фальсификаций. Венедиктов отверг обвинения и выступил против отмены результатов электронного голосования в Москве, аргументы Венедиктова вызывали сомнения в его искренности и понимании журналистом сути вопроса.

## Отношения с ФБК
В апреле 2020 года бывший пресс-секретарь Алексея Навального Анна Ведута обвинила Алексея Венедиктова в домогательствах, которые, по её словам, произошли в 2012 году. Объясняя ситуацию, Венедиктов заявил, что «право на харассмент внесено в устав [„Эха Москвы“]» и привёл в пример свою женитьбу на подчиненной. Венедиктов отверг обвинения Ведуты, но принес ей извинения, которые она назвала «издевательскими».
С марта 2021 года Алексей Венедиктов выдвигает версию, что возвращение Алексея Навального в Россию после отравления было спецоперацией, проделанной агентами российских спецслужб, внедренных в его ближайшее окружение.
В октябре 2022 года «Фонд борьбы с коррупцией» (ФБК) внёс Венедиктова в список коррупционеров и разжигателей войны за его участие в проведении «электронного голосования».
Согласно расследованию ФБК от 7 марта 2023 года, у исторического журнала «Дилетант» в 2019 году появился спецвыпуск под названием «Мой район» — всего с тех пор вышло 120 экземпляров. Личная фирма журналиста, переоформленная на его жену, получила за их издание через программу «Мой район» как минимум 680,5 млн рублей (годовой бюджет «Эха Москвы» с почти 200 сотрудниками, по их данным, — 516 млн рублей), при этом деньги от мэрии были основным источником платежей издающей «Дилетант» фирме Венедиктова. По оценке ФБК, деньги выделялись за PR-сопровождение мэрии Москвы: многочисленные «хвалебные посты про мэра, списанные под копирку у платных пропагандистов» и признание, вопреки заявлениям независимых наблюдателей о многочисленных нарушениях, результатов электронного голосования в Москве на выборах 2021 года, когда Венедиктов руководил общественным штабом по наблюдению за выборами. Венедиктов был активным сторонником мэра Сергея Собянина и в ходе мобилизации (вместе с Ксенией Собчак, агентством «Москва», Mash, Маргаритой Симоньян и Владимиром Соловьевым) опубликовал в своем телеграм-канале пост о том, что Собянин «взял мобилизацию в Москве под контроль».
Венедиктов прокомментировал обвинения ссылкой на статью 2020 года, в которой он рассказывал о финансировании журнала «Мой район»: «всё-таки продавил через Собянина, договорился». Собеседники Би-би-си оценили тогда сумму итогового контракта в 400—500 млн рублей. 8 марта Венедиктов добавил, что из общей суммы контракта на его личный счет ушло 23,4 млн рублей, учитывая возврат займа, он заработал на проекте 17 млн рублей. Однако контракт был остановлен, когда Минюст РФ объявил Венедиктова «иностранным агентом» в апреле 2022 года, после чего он на свои деньги довыпустил номера для недостающих 11 районов, на что, по его словам, потратил из личных средств «много больше, чем заработанные 17 миллионов».
По оценке расследователей, услуги по разработке журнала предоставлялись по завышенной стоимости. В качестве примера ФБК утверждал, что за корректуру выпуска про район Лефортово было заплачено 230 тысяч рублей. Это около 1220 рублей за тысячу символов — при рыночной стоимости от 40 до 200 рублей за тысячу символов. Венедиктов назвал рыночной общую стоимость затрат на журналы.
8 марта 2023 года Венедиктов опубликовал письмо в защиту банкира Михаила Фридмана, находящегося под международными санкциями, которое подписали ряд персон. Среди них был председатель ФБК Леонид Волков. Волков сообщил, что его подпись «вфотошоплена» в документ, опубликованный Венедиктовым, однако признал, что действительно подписал письмо с просьбой о снятии санкций с руководства «Альфа-групп», и сообщил, что «берет паузу» как председатель правления структуры ФБК — ACF International.

## Убеждения
Свои политические воззрения определяет как консервативные, называет себя консерватором, поклонником Рональда Рейгана и Маргарет Тэтчер:
Я — и все это знают — махровый реакционер, и в политике моими идеалами являются Рейган и Тэтчер, а отнюдь не либералы. Среди моих ведущих журналистов, например, Юлия Латынина, «поклонница» Рамзана Кадырова. Какой либерализм — он здесь не ночевал и не спал.
Его же самого определяют как «консерватора-неолиберала». Является атеистом.
В ходе протестов 2011—2013 года дал интервью газете «Не дай Бог!», в котором выступал с критикой оппозиции.
В ходе российского вторжения 2022 года выступил с заявлением, что обстрел российскими крылатыми ракетами торгового центра Кременчуга не является военным преступлением, ибо всему виной устарелость ракет и их технических характеристик.
Начиная с 2021 года заявлял о наличие агентов российских спецслужб в окружении Навального, которые манипулируют действиями его соратников и влияет на принятие неверных решений, дискредитирующих самого Навального. Попутно добавил, что подозревает в работе на силовиков руководителя отдела расследований ликвидированного «Фонда борьбы с коррупцией» Марию Певчих.

## Семья и личная жизнь
Отец — Алексей Николаевич Венедиктов родился 7 декабря 1932 года, в 1950 году окончил Рижское Нахимовское военно-морское училище, в 1950 году поступил в Тихоокеанское высшее военно-морское училище имени С. О. Макарова, в 1955 году окончил 2-е Высшее военно-морское училище подводного плавания (Рига), был назначен на подводную лодку С‑91 162 бригады 33 дивизии подводных лодок Северного флота. 30 ноября 1955 года погиб в штормовом море у берегов Камчатки, в Авачинской губе. Лейтенант Венедиктов вызвался укрепить сходню, но был смыт волной за борт, а сверху на него упала тяжёлая сходня и ударила по голове. 3 декабря 1955 года он был похоронен на Тарьинском кладбище на берегу бухты Крашенинникова. Сам Венедиктов рассказал в 2005 году в интервью: «Отец погиб за неделю до моего рождения. Он был офицером подводной лодки. Погиб в 1955 году. Мама умерла семь лет назад, мы с ней не говорили об этом. Как-то я всегда сам себе был предоставлен. Я человек, который сам себя сделал». Дед со стороны отца — Николай Андрианович Венедиктов, 1910 года рождения, служил в НКВД, подполковник юстиции, член военного трибунала 2-го Украинского фронта; кавалер ордена Красной Звезды и ордена Отечественной войны II степени.
Мать Элеонора Абрамовна Дыховичная. Его растила бабушка — Нина Абрамовна Дыховичная (1914—2006), известный советский инженер-конструктор, преподаватель Московского архитектурного института, главный специалист ЦНИИЭП жилища, автор проекта инженерной конструкции гостиницы «Украина» в Москве, заслуженный строитель России. Его прадед — Абрам Ионович Дыховичный (1882, Каменец-Подольский — 1963, Москва), видный российский инженер-конструктор, профессор Московского горного института. Братья Нины Абрамовны — писатель-сатирик и драматург Владимир Абрамович Дыховичный (в годы Великой Отечественной войны воевал в пехоте, награждён орденом Красной Звезды) и архитектор, профессор Юрий Абрамович Дыховичный.
Жена Елена Ситникова, родилась в Москве в 1969 году, в 1992 году окончила факультет вычислительной математики и кибернетики МГУ, работала на радиостанции «Эхо Москвы» с 1993 года, они поженились в апреле 1998 года. Вела передачу «Во саду ли в огороде» более 20 лет.
- Сын Алексей (род. 2000). В подростковом возрасте многократно принимал участие в программах на «Эхо Москвы»[71]. Зимой 2015 года, когда в центре Москвы застрелили Бориса Немцова, сына Алексея срочно отправили в Великобританию и школу он заканчивал в Лондоне. Венедиктов сообщал, что после убийства Немцова за его сыном повсюду ездили чёрные машины с буквами КРА на номерных знаках (в Чечне их расшифровывают как Кадыров Рамзан Ахматович). После окончания школы его сын вернулся домой, учился гостиничному бизнесу. Он любитель экстремального спорта, руфер и зацепер, снимавший селфи с трамвайных крыш[5]. Проходил срочную службу в российской армии на 147-й автобазе (Рублёвское шоссе), хотя неоднократно пытался добиться освобождения от исполнения воинской обязанности[72].

Фирменный стиль Алексея Венедиктова — пышные кудри, борода и клетчатые рубашки. Владеет французским языком. В 2007 году в интервью журналу Maxim Венедиктов заявил, что будучи школьным учителем, имел сексуальные отношения со своими ученицами.
В 2010 году Венедиктов перенёс три серьёзные операции и клиническую смерть, после чего, по мнению коллег, стал более резким, быстрым, нетерпимым.
Венедиктов является близким другом пресс-секретаря президента России Дмитрия Пескова и главы RT Маргариты Симоньян. Друзей из высших эшелонов власти Венедиктов публично называет своими «собутыльниками».

## Награды и премии
- Медаль ордена «За заслуги перед Отечеством» II степени (3 декабря 1999 года) — за заслуги в области культуры и в связи с 75-летием радиовещания в России[81]
- Кавалер ордена Почётного легиона (Франция)[82]
- Золотой Крест Заслуги Республики Польша[83] (2014 год)
- Почётная грамота ФСКН России (30 декабря 2010 года) — за оказанное содействие органам наркоконтроля в решении возложенных на них задач[84]
- Лауреат премии «Золотое перо России» (1996 год)[85][86]
- Отмечен наградой за высокий профессионализм и личное мужество при работе в горячих точках (1997 год)[86].
- Лауреат премии имени Артёма Боровика[87]
- Лауреат премии им. В. Высоцкого «Своя колея» (2004 год)[88]
- Медаль Совета Безопасности Российской Федерации (1998 год)[86]
- Премия имени Иоганна Филиппа Пальма за свободу слова и свободу печати (2022). Выдвинутая на эту премию вместе с ним глава украинского НКО Института массовой информации Оксана Романюк отказалась от неё как из-за происходившей в тот момент войны между Россией и Украиной, так и персоной Венедиктова, его связями с чиновниками, высказываниями об Украине и легитимизацию ситуации с уничтожением свободы слова в России[89][90].

## Интервью
- Алексей Венедиктов и Лев Шлосберг: «Эхо свободы» // ГражданинЪ TV. 12 октября 2022.
- Венедиктов – страх, Симоньян, компромиссы // вДудь. 10 июня 2025.